# Сайрамски район
Сайрамски район (на казахски: Сайрам ауданы) е съставна част на Туркестанска област, Казахстан.
Има обща площ 1053 км2 и население 214 897 души (по приблизителна оценка към 1 януари 2020 г.). Административен център е село Аксукент.